# Венессен (графство)
Графство Венессен (фр. comté de Venaissin) — небольшое средневековое графство на юге Франции с центром в городе Венаск (с 1320 года—Карпантрас).
С конца V века входило в состав королевства бургундов, затем—меровингского королевства Бургундия. С 855 года графство входило в состав королевства Прованс, а с 879—в состав королевства Нижняя Бургундия. В 933 году оно стало частью объединённого королевства Бургундия. Первые упоминания о графстве встречаются около IX века. В конце X века, в связи с децентрализацией власти в королевстве, графство перешло во владение графов Прованса—графство Веннессен было южной частью маркграфства Прованс. Около 992 года (по другим данным в 1019 году), благодаря браку Эммы Провансской и Гильома III, графа Тулузы, графство стало совместным владением графов Прованса и графов Тулузы. В 1125 году по договору между Раймундом Беренгаром I Провансским и Альфонсом I Тулузским, графство вошло в состав владений графов Тулузы. В 1249 году, благодаря браку наследницы Тулузского дома Жанны Тулузской и Альфонса III Пуатье, графство перешло во владение семьи Капетингов, а в 1271 году, после смерти последних, было присоединено к королевскому домену. Однако уже в 1274 году, король Франции Филипп III в соответствии с завещанием Альфонса был вынужден уступить его папе Римскому Григорию X и вплоть до 1791 года графство было владением Римских пап, несмотря на неоднократные попытки французских королей присоединить его к своим владениям. С 1274 года графство управлялось ректорами резиденцией которых до 1320 года был город Перн-ле-Фонтен, а с 1320 года—Карпантрас. В 1791 году окончательно присоединено к Франции.

## Графы Венессена
- 968—1008 : Ротбальд II (ум. 1008), старший сын Бозона II, граф Прованса и Венессена
- 1008—1015 : Ротбальд III (ум. 1014/1015), сын предыдущего, граф Прованса и Венессена
- 1015—1019 : Гильом I (ум. 1037), сын предыдущего, граф Прованса и Венессена

| Графы Венессена из Провансского дома |  | Графы Венессена из Тулузского дома |
|                                      |  |                                    |